# Antoine Védrenne
Pour les articles homonymes, voir Védrenne.
Antoine Védrenne, dit Erneste Védrenne, né le 17 septembre 1878 à Castillon-la-Bataille et mort le 13 janvier 1937 à Castillon-la-Bataille, est un rameur français.

## Biographie
Antoine Védrenne, membre du Rowing Club Castillon, participe à l'épreuve de deux avec barreur aux Jeux olympiques d'été de 1900 à Paris, en compagnie de Carlos Deltour et du jeune Raoul Paoli. Les trois Français terminent troisièmes avec un temps de 7 min 57 s 2 et remportent donc la médaille de bronze.
En 1899, la paire est championne de France et d'Europe. Elle est à nouveau championne d'Europe en 1900 et en 1904.